# Paralabella curvicauda
Paralabella curvicauda ist eine Art der zu den Insekten gehörenden Ohrwürmer. Sie stammt ursprünglich aus den Tropen, ist durch Verschleppung aber mittlerweile kosmopolitisch verbreitet und wurde auch schon in Gewächshäusern in Europa gefunden.

## Merkmale
Die Körperlänge beträgt mit Zange 5–7 mm. Kopf, Pronotum und Elytren sind braun, das Abdomen rötlich gefärbt. Die Zangen der Männchen sind kurvig. Die Art ist voll flugfähig.
Der Körper der Nymphen ist weißlichgelb bis dunkelgelb. Die Zangen der Nymphen haben innen eine schwache Zähnchenkante und sind an der Spitze schwach eingebogen. Im ersten Larvenstadium sind die Nymphen 2–3 mm lang, haben 8 Fühlerglieder und sind weißlichgrau bis weißlichgelb gefärbt, beinahe durchscheinend. Die Zange ist einfach gerade mit einzelnen großen, abstehenden Borsten. Der Kopf ist groß und die Fühlerglieder einfarbig weißgrau. Im zweiten Larvenstadium sind die Nymphen 3,5–4,3 mm lang, besitzen 11 Fühlerglieder, sind ebenso gefärbt wie die L1-Nymphen, jedoch ist die Zange kräftiger und an den Spitzen dunkel sowie die Anlagen der Alae sichtbar und apikal gerundet. Im dritten Larvenstadium sind die Nymphen 4,4–4,6 mm lang, besitzen 13 Fühlerglieder und einen gelblichen Körper. Die Zange ist dunkler gefärbt. Im vierten und letzten Larvenstadium sind die Nymphen 4,7–5,2 mm lang, besitzen 15 Fühlerglieder und der Körper ist dunkelgelblich bis hellbraun gefärbt. Die Anlagen der Alae sind fächerartig geädert.

### Ähnliche Arten
Manche Arten der Gattung Chaetospania weisen hohe Ähnlichkeiten auf, die Männchen haben aber oftmals gerade Zangen.

## Verbreitung und Lebensraum
Die Art ist kosmopolitisch verbreitet und stammt aus tropischen Regionen. Von hier wurde sie in viele Teile der Welt verschleppt, so auch in subtropische Regionen und gelegentlich gemäßigte Zonen. Nach England wurde die Art z. B. mit Holz eingeschleppt und auch in Deutschland wurde sie schon in einem Gewächshaus bei Leipzig nachgewiesen. Auch auf Madeira und den Kanaren kann die Art gefunden werden. Weitere bekannte Vorkommen gibt es aus der Karibik (Guadeloupe, Martinique), aus Florida, Mittelamerika (Nicaragua), Französisch-Guyana, Sri Lanka, Malaysia, Java, Sulawesi, Hongkong, Taiwan, Japan, Shanghai, Mayotte, Anatahan, Alamagan, Agrihan, Kamerun, Äquatorialguinea und dem Himalaya.
In Europa findet sich die eingeschleppte Art ausschließlich synanthrop. Die einzige Ausnahme bilden die Bananenplantagen auf Madeira, wo die Art auch im Freiland überlebt.
Nach Deutschland wurde sie erstmalig wahrscheinlich mit Pflanzenmaterial aus Florida ins Gondwanaland in den Zoo Leipzig eingeschleppt. Dort hat die
Art eine kleine Population gebildet und lebt seither synathrop. Weitere Fundorte in Deutschland sind möglich, die Art ist jedoch auf künstliche Wärme angewiesen und könnte daher nur in Gewächshäusern u. ä. gefunden werden.
Paralabella curvicauda hält sich vorwiegend in Pflanzenteilen auf und nur seltener am Boden.

## Entwicklung
Die Weibchen können mehrere kleine Gelege von maximal 10–20 Eiern produzieren. Diese werden meist an Pflanzenteilen, z. B. Blattscheiden und nur selten im Boden abgelegt. Bis zur Adulthäutung durchläuft die Art 4 Larvalstadien. Die Embryonalentwicklung beträgt 8–10 Tage und die Postembryonalentwicklung 40–57 Tage bei einer Temperatur von etwa 26° C und einer Luftfeuchtigkeit von 70 bis 80 %.

## Taxonomie
Die Art wurde 1863 von Wiktor Iwanowitsch Motschulski als Forficesila curvicauda erstbeschrieben. Weitere Synonyme lauten Forficesila dilaticauda Motschulsky, 1863, Forficula pygmaea Fabricius, 1793, Labia curvicauda (Motschulsky, 1863), Labia flavicollis de Bormans, 1903, Labia rechingeri Holdhaus, 1908, Platylabia camerunensis Borg, 1904, Platylabia dilaticauda (Motschulsky, 1863) und Platylabia guineensis Dohrn, 1867.